# Mandle (plod)

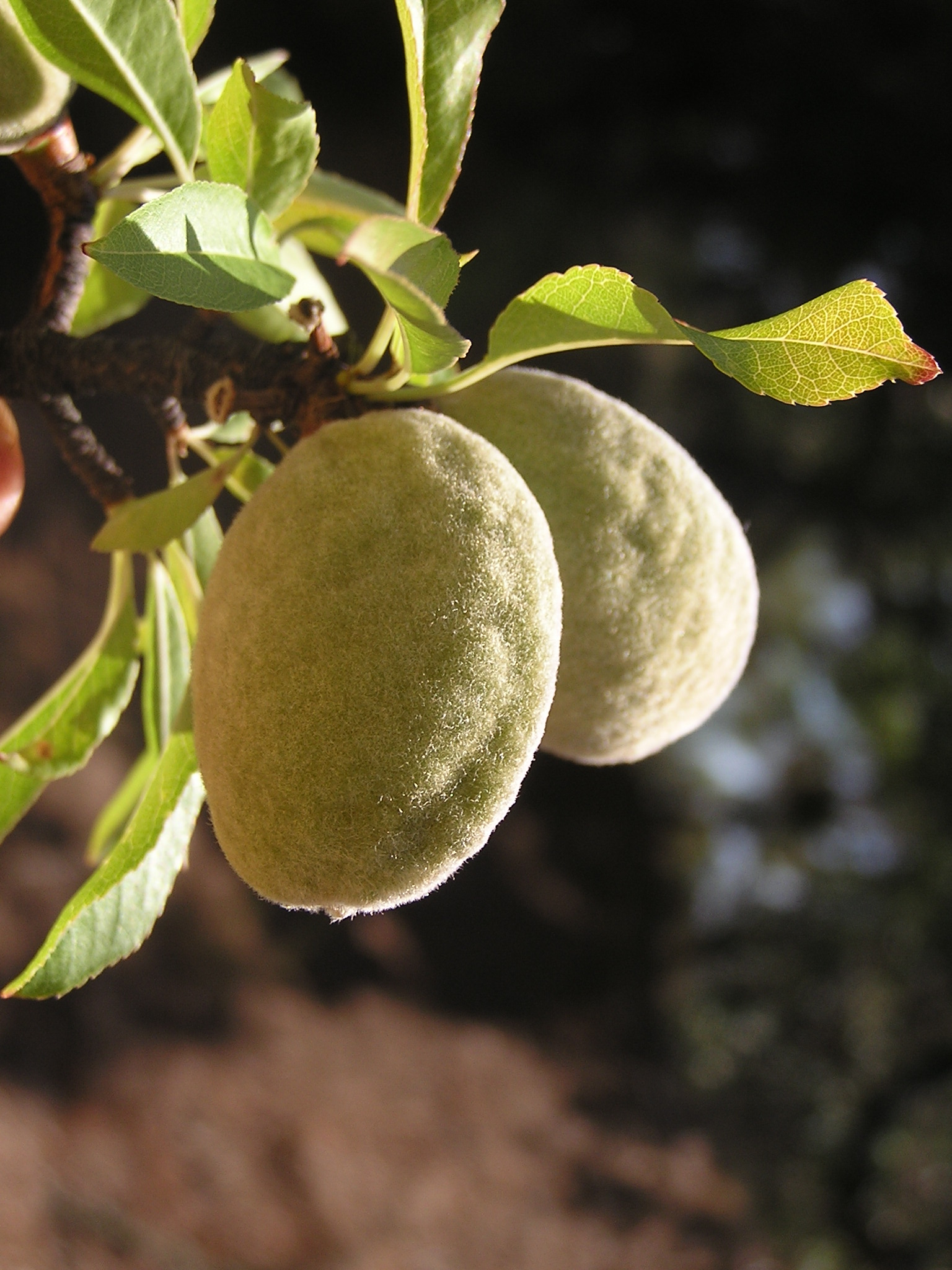
Plod mandloně na stromě před dozráním

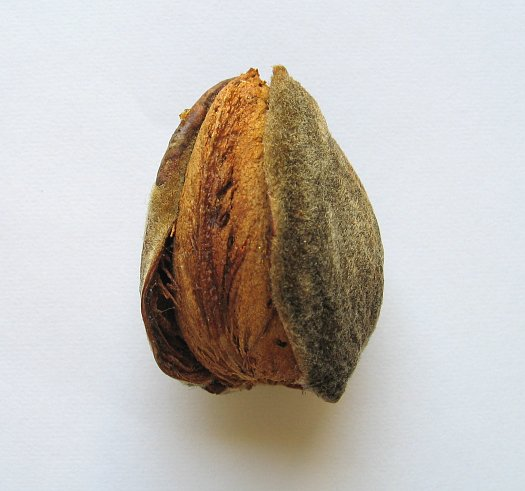
Zralý plod

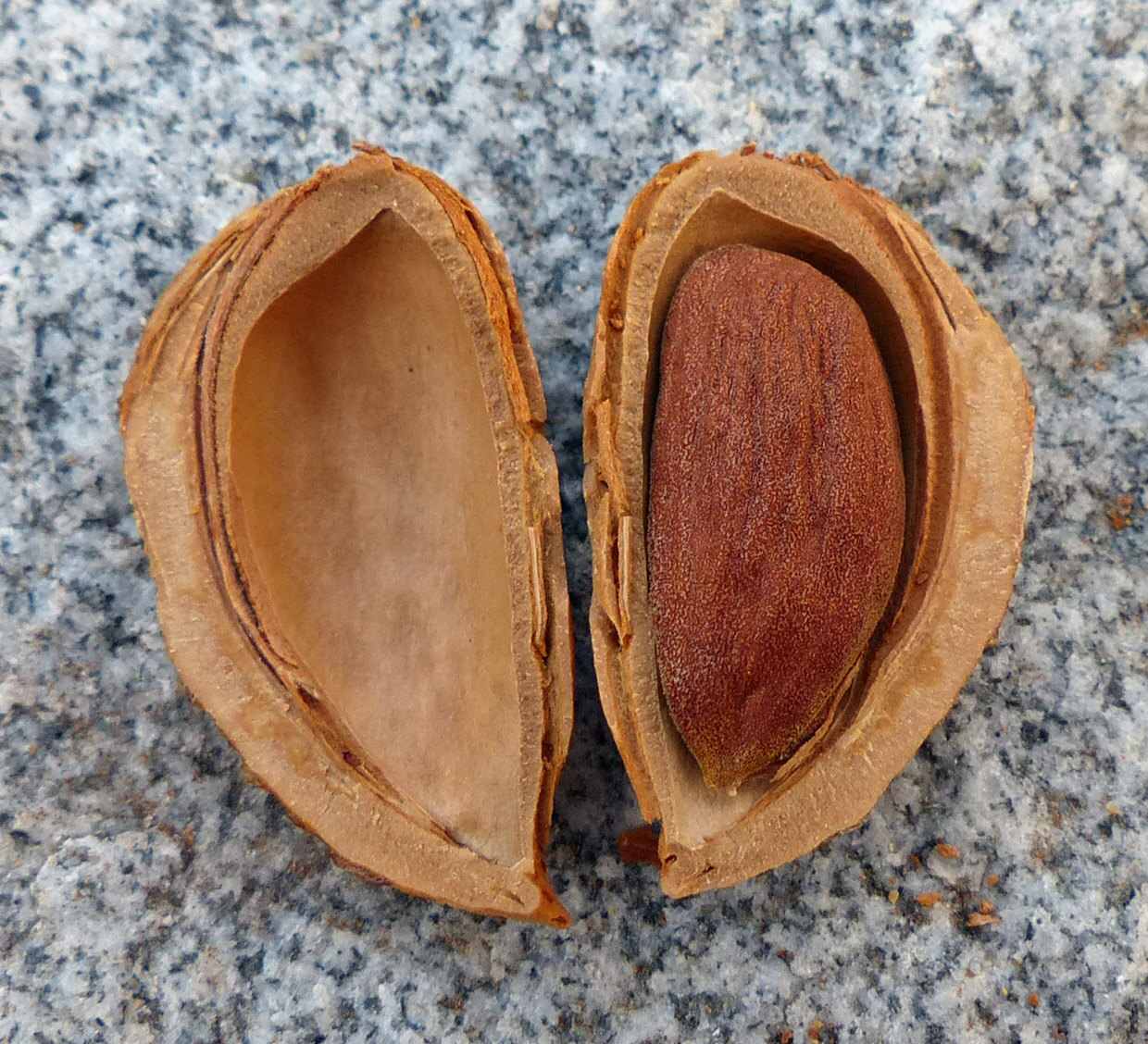
Jádro odkryté rozlousknutím skořápky

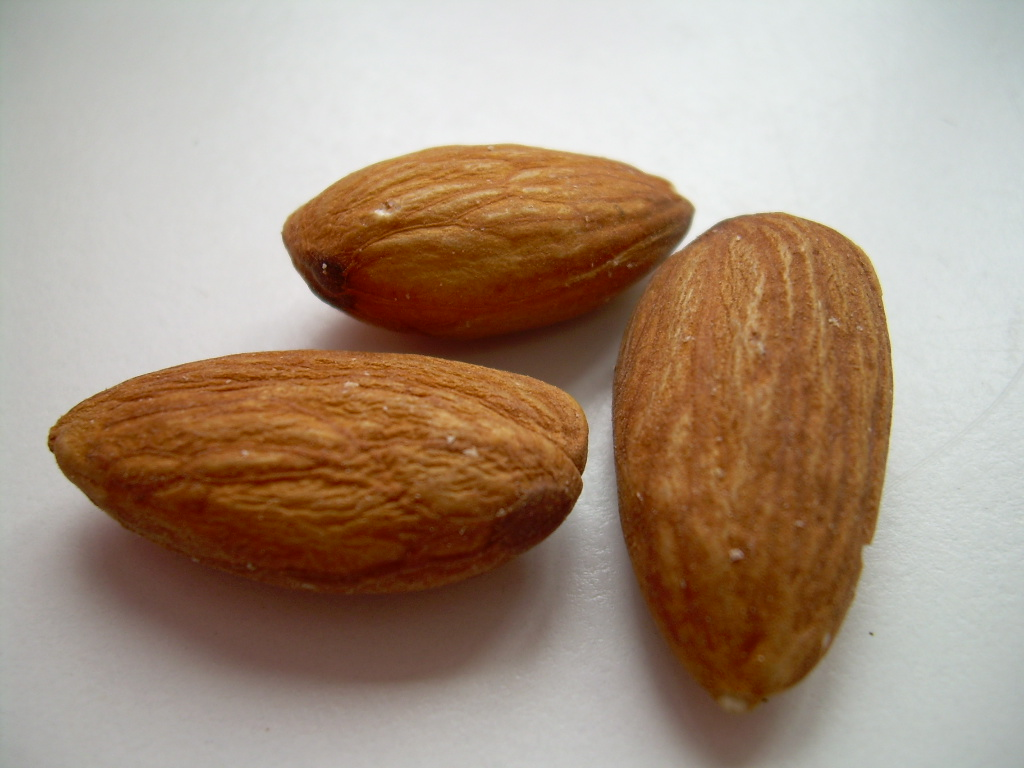
Vyloupaná jádra

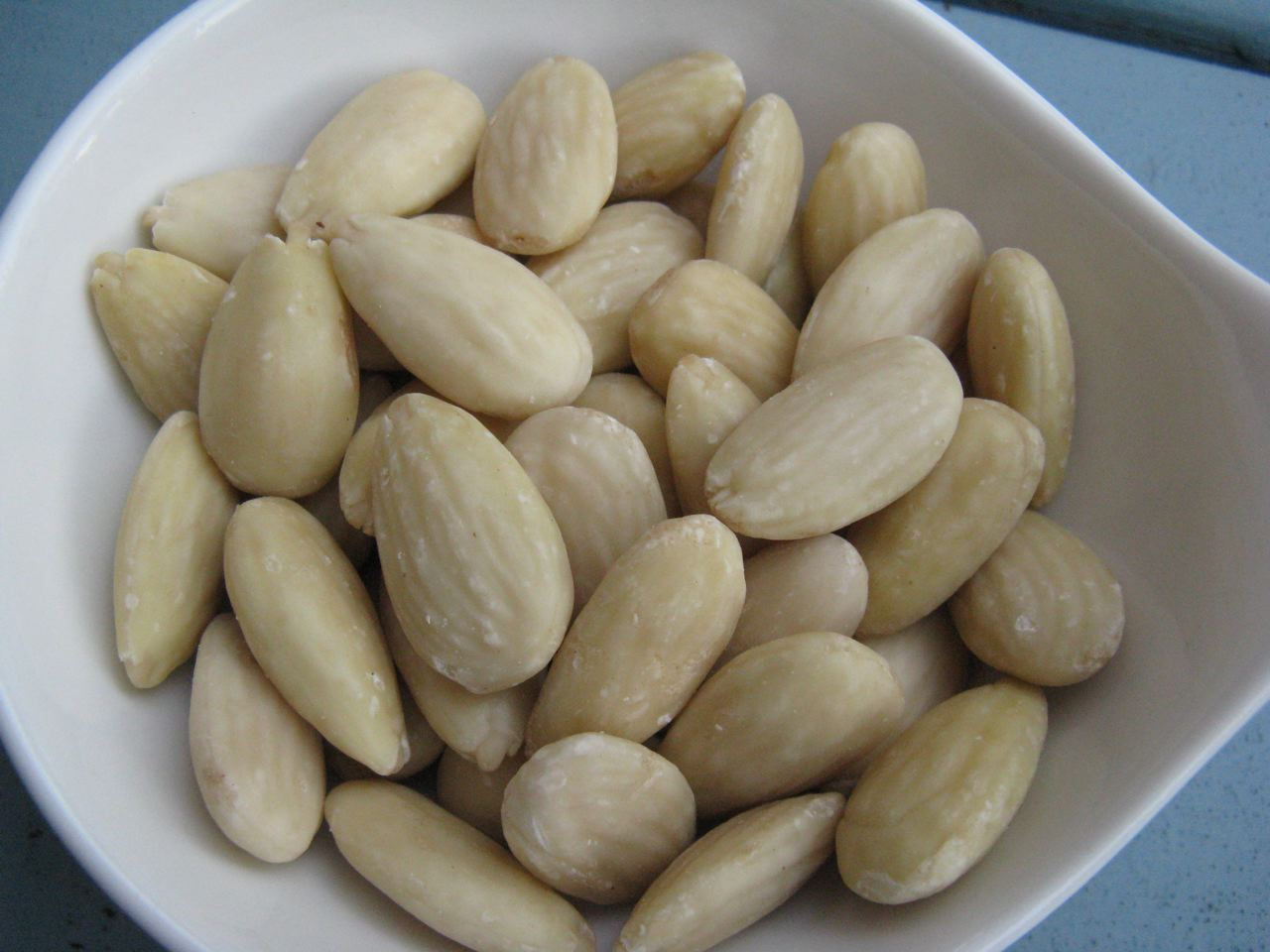
Blanšírované mandle (bez slupky)

Mandle je název pro jádro pecky plodu mandloně obecné (Prunus dulcis), která se pěstuje v subtropech a chráněných, teplých oblastech mírného pásu. Je příbuzná s meruňkami a broskvoněmi. Na místo původního výskytu divokých mandloní se názory rozcházejí (mohlo to být i více lokalit). Některé zdroje uvádí Střední Asii, Persii a Čínu, jiné malou Asii a severní Afriku. Již ve starověku se vyskytovaly i v Řecku.

## Výroba a využití
Syrové mandle divokých mandloní obsahují prudce jedovatý kyanogenní glykosid amygdalin, který jim dodává výrazně hořkou chuť. Pro dospělého člověka může být již deset kusů hořkých mandlí nebezpečnou dávkou a 10 kapek destilovaného hořkomandlového oleje dávkou smrtelnou. Hořké mandle se proto využívají výhradně průmyslově, pro destilaci mandlového oleje. V potravinářství se setkáme především s vyšlechtěnými mandlemi sladkými, s obsahem amygdalinu kolem 0,1 %.
Nejčastěji se konzumují jako pochutiny k vínu, ale i jako součást složitějších jídel (dezerty, saláty, vánoční pečivo atp.). Jedí se buď s hnědou slupkou, loupané nebo rozemleté. Jsou základní surovinou pro výrobu marcipánu, macerací mandlí v lihu s dalšími přísadami vznikají likéry, jako např. Amaretto. Mají vysokou energetickou hodnotu a obsahují množství bílkovin, sacharidů, minerálů a vitamínů. Mandlové mléko se užívá jako dochucovadlo i jako posilující prostředek v medicíně.

## Produkce
Celosvětová průmyslová výroba mandlí tvořila v roce 2014 více než 1 milion tun v hodnotě přibližně 4,5 miliardy amerických dolarů. Většina produkce pocházela ze Spojených států (zejména Kalifornie). Mandle jsou z hlediska exportu jednou nejvýznamnějších plodin Kalifornie (celkově v hodnotě 1,9 miliardy dolarů v roce 2014) a jedním z nejdůležitějších zemědělských produktů v exportu USA. V Kalifornii působí přibližně 6000 pěstitelů, kteří hospodaří na ploše 283 000 hektarů. Pěstují pouze sladké mandle ve třiceti odrůdách, z nichž 10 tvoří přibližně 70 % produkce. V rámci EU je největším pěstitelem Španělsko.
| Produkce mandlí v sezóně 2013/2014 | Podíl na světové produkci |
| ---------------------------------- | ------------------------- |
| USA                                | 83 %                      |
| Austrálie                          | 7 %                       |
| Evropská unie                      | 6 %                       |
| Turecko                            | 2 %                       |
| Chile                              | 1 %                       |
| další země                         | 1 %                       |

## Spotřeba
| Spotřeba mandlí 2013/2014 | Podíl na spotřebě |
| ------------------------- | ----------------- |
| Spojené státy             | 31 %              |
| Státy EU                  | 28 %              |
| Čína                      | 12 %              |
| Indie                     | 6 %               |
| Spojené arabské emiráty   | 4 %               |
| Japonsko                  | 3 %               |
| Turecko                   | 3 %               |
| Kanada                    | 3 %               |
| Austrálie                 | 2 %               |
| Jižní Korea               | 2 %               |
| ostatní země              | 6 %               |